# Дрімота
Дрімота — вечірній та нічний дух у образі доброї старенької із м'якими ласкавими руками або ж у образі маленького чоловічка з тихим колихаючим голосом.
У сутінках Дрімота бродить під вікнами, а коли темрява згущується, то просочується крізь щілини або прослизає у двері. Дрімота приходить до дітей, закриває їм очі, поправляє ковдру, гладить волосся; з дорослими цей дух не такий вже і ніжний.